# Lelkünkből
A Lelkünkből egy unplugged album, az Edda kilenc slágere hallható rajta, köztük az Álom, mely ez óta a feldolgozás óta minden koncerten olyan formában hangzik el, mint ami itt hallható.
Az album megjelenésének másik apropója (és a tizedik számé) a gitáros Kun Péter halála Velencén: ez az unplugged koncert volt Kun utolsó tévés szereplése. A 10. (utolsó) szám címe: Lelkünkből, melyet Kun Péter emlékére írtak. Kun Péter helyére ismét Alapi István állt be.
A Magyar Televízió a kilencvenes években kitalálta, hogy a külföldi MTV mintájára sikeres hazai előadókkal unplugged sorozatot fog készíteni. Néhány műsor adásba is ment, de összességében sikertelen próbálkozás volt. Mindenesetre e koncepció része volt az Edda most említett lemeze.

## Számok listája
1. Szellemvilág
2. Elhagyom a várost (EDDA-blues)
3. Érzés
4. Ördögi kör
5. Álmodtam egy világot
6. Gyere őrült
7. New York Blues
8. Éjjel érkezem
9. Álom
10. Lelkünkből

## Az együttes felállása
- Donászy Tibor – dob
- Gömöry Zsolt – billentyűs hangszerek, vokál
- Kicska László – basszusgitár, vokál
- Kun Péter (az unplugged felvételen) – akusztikus gitár
- Pataky Attila – ének
- Alapi István (Lelkünkből) – szólógitár, vokál

## Közreműködők
- Gerendás Péter – klasszikus gitár (Érzés)
- Ferenczi György – herfli, szájharmonika (New York Blues)